# Takako Collection
Takako Collection è la prima raccolta di successi della cantante giapponese Takako Ohta, pubblicata il 21 dicembre 1985 e contenente 16 tracce.

## Tracce
1. Tenshi no mirakuru (天使のミラクル?) (Hisayoshi Onda)
2. Misty Dreamer (Misty Dreamer?) (testo: Tomoko Aran – musica: Toshio Kamei)
3. Bijin monogatari (美人物語?) (testo: Hisayoshi Onda – musica: Koji Tamaki)
4. Natsu ni awatenaide (夏にあわてないで?) (testo: Hisayoshi Onda – musica: Koji Tamaki)
5. LOVE sarigenaku (LOVE さりげなく?) (testo: Yoshiko Miura – musica: Yuichiro Oda)
6. Good-bye Mr. Ekisutora (Good-bye Mr.エキストラ?) (testo: Tomoko Aran – musica: Etsuko Yamakawa)
7. Heart no SEASON (ハートのSEASON?) (testo: Hisayoshi Onda – musica: Yuji Ozeki)
8. Ryūsei shōkōgun (流星症候群?) (testo: Hisayoshi Onda – musica: Tsunehiro Izumi)
9. Heartbreak Mistake (Heartbreak Mistake?) (testo: Tomoko Aran – musica: Toshio Kamei)
10. Bin kan rouge (BIN･KANルージュ?) (testo: Yuho Iwasato – musica: Toshio Kamei)
11. Hīrō wa nakanai (ヒーローは泣かない?)
12. Anata ni ichiban kiku kusuri (あなたに一番効く薬?) (testo: Kumiko Tomoi)
13. Koi shitara derikashī (恋したらデリカシー	?) (testo: Kumiko Tomoi – musica: Ryo Matsuda)
14. Mō tenshi janai (もう天使じゃない?) (testo: Yuho Iwasato – musica: Toshio Kamei)
15. Beautiful shock (美衝撃(ビューティフル・ショック?) (testo: Tomoko Aran – musica: Tetsuro Oda)
16. Otona ni narenai (大人になれない?) (testo: Tomoko Aran – musica: Yayoi Tanaka)